# Hopsin
Marcus Jamal Hopson (Los Angeles, Kalifornija, SAD, 18. srpnja 1985.), bolje poznat po svom umjetničkom imenu Hopsin je američki reper, tekstopisac, glazbeni producent, pjevač, glumac i redatelj videospotova. Hopsin je rođen u jednom dijelu Los Angelesa koji se zove Panorama City. Hopsin je najviše popularnosti stekao na YouTubeu, gdje je mnogo njegovih pjesama popraćeno spotovima. Najznačajniji je spot za pjesmu "Sag My Pants" koji je pogledan u više od deset milijuna puta. Godine 2007., Hopsin je potpisao ugovor s diskografskom kućom Ruthless Records, te ga prekinuo odmah 2009. godine kada je osnovao vlastitu diskografsku kuću Funk Volume. Hopsin je svoja dva nezavisna albuma objavio 2009. i 2010. godine pod nazivima Gazing at the Moonlight i RAW. Treći nezavisni album Knock Madness će objaviti u ljeto 2012. godine.

## Diskografija
Nezavisni albumi
- Gazing at the Moonlight (2009.)
- RAW (2010.)
- Knock Madness (2012.)

Miksani albumi
- Haywire (2009.)
- Haywire 2 (2012.)

## Filmografija
- Veliki potez (2001.)
- That's So Raven (2002.)
- San o slavi (2009.)
- Bomb the World (2010.)

## Videoigre
- Battle Rap Stars  (2011.)

## Vanjske poveznice
- Službena stranica
- Hopsin na Twitteru
- Hopsin na MySpaceu